# Iva Straková
Iva Straková (* 4. srpna 1980, Tábor) je bývalá česká atletka, výškařka, závodící za PSK Olymp Praha. Mezi její největší úspěchy patří sedmé místo na halovém ME 2005 v Madridu, jedenácté místo na Letních olympijských hrách v Pekingu a sedmé místo na halovém ME 2009 v Turíně.

## Kariéra

### Začátky
V dětství hrála čtyři roky tenis. Později se vydala na první závody do Tábora a z nulového tréninku dokázala přeskočit laťku ve výšce 163 cm. Hned se ji ujal trenér Roman Bém. Výškařskou kariéru tak začala za atletický oddíl Vodní stavby Tábor, kde se postupně zlepšovala ve své výkonnosti (1997 – 166 cm, 1998 – 175 cm, 1999 – 180 cm).
První úspěch si připsala na juniorském mistrovství republiky, kde získala stříbrnou medaili. Později si Ivy všiml bývalý československý výškař Jaroslav Kovář (bronz na ME 1954) a nabídl ji poloprofesionální podmínky. Po dvou týdnech zvažování pro a proti nakonec odešla do Prahy do klubu PSK Olymp Praha, kde podepsala poloviční úvazek. V následujících dvou sezonách výkonnostně stagnovala, především díky zdravotním problémům s kotníky.
V roce 2002 se probojovala na evropský šampionát do Mnichova. Její cesta skončila v kvalifikační skupině A, ovšem česká výškařka byla s tímto výsledkem spokojena, vždyť se jednalo o její první velkou akci. V roce 2004 splnila limit na olympijské hry do Athén. Na OH se Ivě dařilo ve skupině B v kvalifikaci na výškách 175, 180, 185 a 189 cm, všechny zdolala na první pokus. Na 192 cm však třikrát neuspěla a skončila na děleném 9. místě, což na postup do dvanáctičlenného finále nestačilo.

### První finále
Na halovém ME 2005 ve španělském Madridu zvládla poprvé projít sítem kvalifikace, když napotřetí skočila 192 cm. Ve finále zdolala 189 cm a obsadila sedmé místo. Na MS 2005 v Helsinkách prošla kvalifikací, když se prvním pokusem přenesla přes 191 cm. Ve dvanáctičlenném finále, které zkrápěl déšť a pořadatelé museli dokonce rozběžiště vysušovat, obsadila předposlední 11. místo za 185 cm. Další postupná výška 189 cm byla nad její síly stejně jako pro další dvě výškařky. Jak přiznala sama Iva, ve finále byla hodně nervózní a podepsalo se to jak na rozběhu, tak i ve výsledku.
O rok později naopak neprošla kvalifikací na halovém MS v Moskvě i přesto, že napotřetí zdolala 193 cm. Do finále postoupilo osm výškařek, Iva skončila desátá. V létě se neprobojovala ani do finále na ME v Göteborgu. Hlavní sezóna vůbec nevyšla i díky zdravotním problémům, když nemohla absolvovat technické tréninky a před ME musela několikrát měnit rozběh. Na halovém MS v roce 2008 ve španělské Valencii dokázala zdolat ve finále 193 cm. V konečném součtu to znamenalo osmé dělené místo s tehdy ještě nepříliš známou Němkou Ariane Friedrichovou.

### LOH 2008
Již v lednu na Hustopečském skákání si zajistila výkonem 195 cm letenku do Pekingu, na 29. Letní olympijské hry. 21. srpna 2008 bojovala v deštivé kvalifikaci o postup do finále. 189 cm zvládla na třetí pokus, následných 193 ovšem napoprvé a mohla se těšit na finále stejně jako Romana Dubnova. Poprvé tak měla česká výprava v olympijském finále výšky dvojí zastoupení. I ve finále dokázala skočit 193 cm. Na 196 cm však skončila hned pětice závodnic a mezi nimi i česká výškařka, která se nakonec podělila s Ukrajinkou Vitou Sťopinovou o 12. místo. Po odhalení dopingu bronzové Rusky Čičerovové v roce 2016 se posunula na 11. místo.
V halové sezóně 2009 si zajistila účast na halovém ME na závodě v Třinci (192 cm). V italském Turíně, kde se konalo třicáté HME pak obsadila ve finále sedmé místo, když zdolala napodruhé 192 cm. Následující laťku ve výšce 196 cm již nepřekonala, stejně jako mj. Chorvatka Blanka Vlašičová, která však zvládla 192 cm napoprvé.
Je vítězkou mítinku Hustopečské skákání (2006), Beskydská laťka (2003), Ostravská laťka (2005, 2010), Čejkovická laťka (2003, 2008, 2009) a Memoriálu Ludvíka Daňka (2005 a 2007).

### Osobní rekordy
- hala – 198 cm – 14. března 2008, Čejkovice
- venku – 195 cm – 2. června 2007, Kladno

### Úspěchy
| Rok  | Závod                              | Místo               | Umístění    | Výkon  |
| ---- | ---------------------------------- | ------------------- | ----------- | ------ |
| 2002 | Mistrovství Evropy v atletice 2002 | Mnichov, Německo    | kvalifikace | 1,87 m |
| 2003 | Halové mistrovství světa 2003      | Birmingham, Anglie  | kvalifikace | 1,90 m |
| 2003 | Mistrovství světa v atletice 2003  | Paříž, Francie      | kvalifikace | 1,80 m |
| 2004 | Letní olympijské hry 2004          | Athény, Řecko       | kvalifikace | 1,89 m |
| 2005 | Halové mistrovství Evropy 2005     | Madrid, Španělsko   | 7.          | 1,89 m |
| 2005 | Evropský pohár v atletice          | Gävle, Švédsko      | 6.          | 1,86 m |
| 2005 | Mistrovství světa v atletice 2005  | Helsinky, Finsko    | 11.         | 1,85 m |
| 2006 | Halové mistrovství světa 2006      | Moskva, Rusko       | kvalifikace | 1,93 m |
| 2006 | Mistrovství Evropy v atletice 2006 | Göteborg, Švédsko   | kvalifikace | 1,83 m |
| 2007 | Mistrovství světa v atletice 2007  | Ósaka, Japonsko     | kvalifikace | 1,91 m |
| 2008 | Halové mistrovství světa 2008      | Valencie, Španělsko | 8. =        | 1,93 m |
| 2008 | Letní olympijské hry 2008          | Peking, Čína        | 11. =       | 1,93 m |
| 2009 | Halové mistrovství Evropy 2009     | Turín, Itálie       | 7.          | 1,92 m |
| 2009 | Mistrovství Evropy družstev 2009   | Leiria, Portugalsko | 8.          | 1,91 m |
| 2009 | Mistrovství světa v atletice 2009  | Berlín, Německo     | kvalifikace | 1,89 m |
| 2010 | Halové mistrovství světa 2010      | Dauhá, Katar        | 9.          | 1,91 m |

### Mistrovství ČR v hale
| Rok  | Místo            | Umístění | Výkon  |
| ---- | ---------------- | -------- | ------ |
| 2002 | Praha, Stromovka | 2.       | 1,84 m |
| 2003 | Bratislava       | 1.       | 1,96 m |
| 2004 | Praha, Stromovka | 2.       | 1,86 m |
| 2005 | Praha, Stromovka | 1.       | 1,92 m |
| 2006 | Praha, Stromovka | 3.       | 1,89 m |
| 2008 | Praha, Stromovka | 1.       | 1,94 m |
| 2009 | Praha, Stromovka | 1.       | 1,96 m |

### Mistrovství ČR na dráze
| Rok  | Místo          | Umístění | Výkon  |
| ---- | -------------- | -------- | ------ |
| 2002 | Ostrava        | 3.       | 1,84 m |
| 2003 | Olomouc        | 2.       | 1,88 m |
| 2004 | Plzeň          | 3. =     | 1,84 m |
| 2005 | Kladno         | 1.       | 1,90 m |
| 2006 | Praha          | 3.       | 1,83 m |
| 2007 | Třinec         | 2.       | 1,91 m |
| 2008 | Tábor          | 2.       | 1,94 m |
| 2009 | Praha, Strahov | 1.       | 1,89 m |
| 2010 | Třinec         | 2.       | 1,83 m |

## Osobní život
V červnu roku 2011 oznámila, že je těhotná. Dne 19. prosince 2011 porodila v Příbrami syna Davida.